# Highflyer (Schiff, 1899)
Der Geschützte Kreuzer HMS Highflyer wird meist als das Typschiff der drei Kreuzer der Highflyer-Klasse der Royal Navy bezeichnet. Ihre erste Verwendung erfolgte als Flaggschiff der East Indies Station vor Somaliland. Die Highflyer bekämpfte im Ersten Weltkrieg am 26. August 1914 den deutschen Hilfskreuzer und Schnelldampfer Kaiser Wilhelm der Große vor Río de Oro.

## Baugeschichte derHighflyer-Klasse

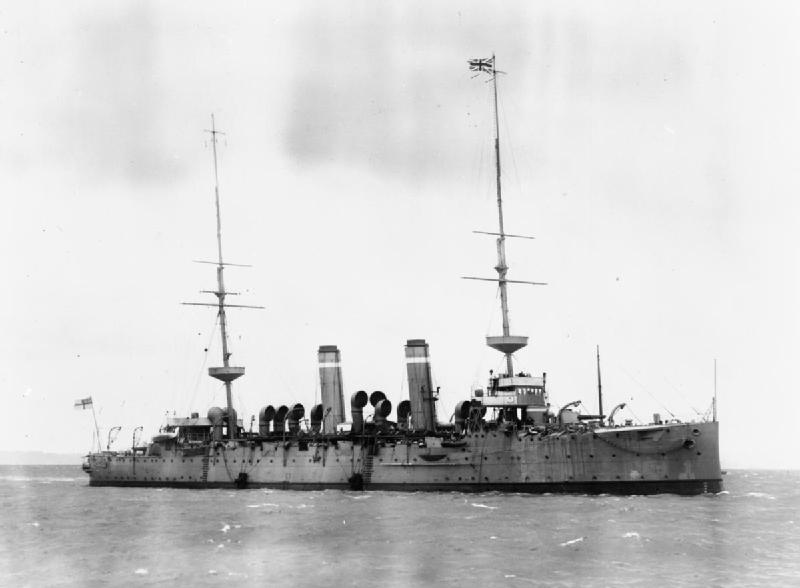
HMS Eclipse

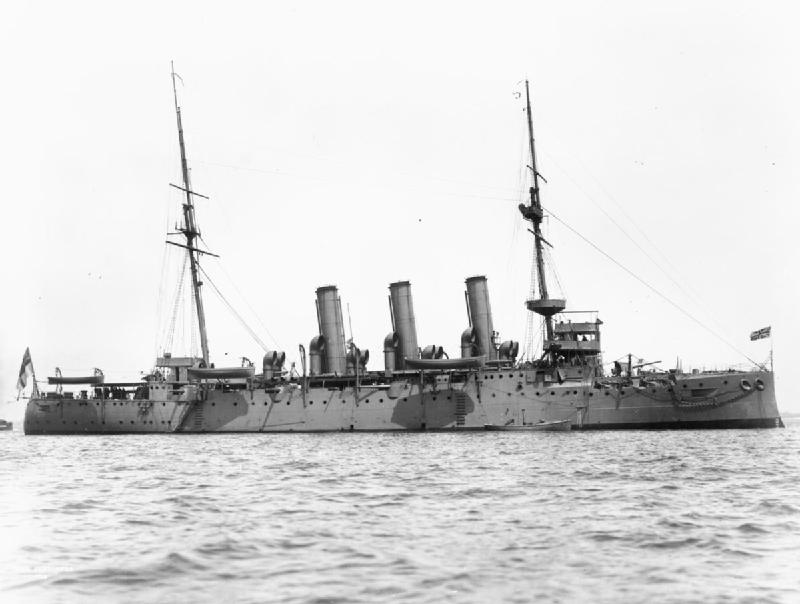
HMS Gladiator der Arrogant-Klasse

Die HMS Highflyer gehörte zu einer neuen Klasse von drei geschützten Kreuzern 2. Klasse, deren Kiellegung für die Royal Navy zwischen Januar und Juni 1897 erfolgte. Grundsätzlich waren es Nachbauten der Eclipse-Klasse, allerdings sollten sie eine einheitliche Hauptbewaffnung von elf 6-Zoll-Geschützen im Gegensatz zur gemischten Bewaffnung der Eclipse-Klasse erhalten. Die Maschinenanlage mit ihren Wasserrohrkesseln entsprach weitgehend den vier Schiffen der Arrogant-Klasse. Dies machte sie etwas schneller als die neun Schiffe der Eclipse-Klasse, zumal das geringere Gewicht der Kessel das höhere Gewicht der Bewaffnung aufhob. Die drei Schiffe, die im Durchschnitt 300.000 £ kosteten, verfügten aber nicht mehr über einen ausgebildeten Rammbug wie die Arrogant-Klasse. Zusammen mit den zwei Schiffen der Challenger-Klasse, die in einigen Quellen auch der Hermes/Highflyer-Klasse zugerechnet werden, waren sie die letzten britischen Leichten Kreuzer bis zur Kiellegung der Town-Klasse 1909.
Die Kiellegung der Highflyer erfolgte im Juni 1897 als letztes Schiff der Klasse bei der Fairfield Shipbuilding and Engineering Company in Govan unter der Baunummer 402, wo sich schon das Schwesterschiff Hermes unter der Nummer 401 in Bau befand. Die Werft hatte schon zuvor die Kreuzer Venus und Diana der vorangehenden Eclipse-Klasse neben anderen Schiffen für die Royal Navy erbaut. Der Bau des dritten Schwesterschiffes, der Hyacinth, erfolgte bei der ebenfalls in Govan befindlichen London & Glasgow Engineering and Iron Shipbuilding Company. Am 7. Dezember 1899 wurde die Highflyer als zweites Schiff der Klasse in Dienst genommen. Eigentliches Typschiff der Klasse ist daher die am 5. Oktober 1899 in Dienst genommene Hermes.

## Einsatzgeschichte
Die Highflyer diente anfangs zur Erprobung der noch recht wenig im Einsatz befindlichen Belleville-Kessel, insbesondere nachdem das Schwesterschiff Hermes bei ihrem Marsch zur Nordamerikastation mit diesen Kesseln erhebliche Probleme hatte. Dazu marschierte sie unter anderem bis ins Mittelmeer. Ihr Marsch zur East Indies Station, wo sie den Kreuzer Eclipse als Flaggschiff ablösen sollte, wurde im Frühjahr 1900 mindestens dreimal verschoben. Mit ihr sollten die Zerstörer Hornet, Conflict, Coquette und Cygnet nach dort überführt und unter tropischen Bedingungen getestet werden, wozu es jedoch nie kam.
Am 28. Juni 1900 verließ die Highflyer schließlich Devonport allein, erreichte Malta am 5. Juli und lief vom 9. Juli bis 1. August von dort nach Mauritius.

### Vorkriegseinsätze
Am 12. April 1901 empfing sie als Flaggschiff der East Indies Station mit der HMS Pomone, HMS Marathon und HMS Porpoise in Colombo die königliche Yacht HMS Ophir mit dem Thronfolger und Gemahlin an Bord auf deren Reise durch die Kolonien nach Australien zur dortigen Parlamentseröffnung. Am 16. April begleitete sie mit der HMS Melpomene die Ophir und deren Begleitkreuzer HMS St George und HMS Juno noch einige Stunden Richtung Singapur.
Von November 1902 bis März 1903 war die Highflyer unter Captain Arthur Christian das Flaggschiff des Konteradmirals Sir Charles Drury (1846–1914), des Befehlshabers der East Indies Station, der mit einem Geschwader von sechs Schiffen den 2. und 3. Somaliland-Feldzug unterstützte. Die Schiffe landete Truppen und Versorgungsgüter, transportierten diese zu verschiedenen Häfen und sollten die Versorgung der Aufständischen mit Waffen und Munition über See verhindern. Drei Offiziere der Highflyer unterstützten den Feldzug an Land mit einer Funkstation.
Abgelöst wurde die Highflyer 1903 durch ihr Schwesterschiff Hyacinth. 1906 befand sich die Highflyer beim 4. Kreuzergeschwader, das auf der North America & West Indies station Dienst tat und dem die Panzerkreuzer Euryalus, Hogue und Sutlej der Cressy-Klasse, die Kreuzer 2. Klasse Indefatigable und als Fischereischutzschiff vor Neufundland Brilliant der Apollo- sowie die Isis der Eclipse-Klasse angehörten. Der Station unterstand auch noch der alte Kreuzer 3. Klasse Calypso, der als Ausbildungsschiff für die neufundländischen Reservisten diente, und die Sloop Shearwater, die an der amerikanischen Westküste eingesetzt wurde. 1907 verlegte die Highflyer erneut nach Indien, wo sie im August 1908 nach einem Schaden in der Steuerbordmaschine und vorläufiger Reparatur in Bombay wieder abgezogen wurde und durch die ältere Fox ersetzt wurde, die dort bis zum Kriegsausbruch 1914 verblieb.
1913 führte der erhöhte Bedarf an Seeoffizieren zur Anwerbung von 18-jährigen Absolventen von public schools als 'Special Entry cadets', für deren Ausbildung die Highflyer abgestellt wurde.

### Kriegseinsatz
Im August 1914 wurde die Highflyer dem 9. Kreuzergeschwader unter Admiral John de Robeck zugeteilt, dessen Einsatzgebiet die Nordwestecke Spaniens bei Cap Finisterre sein sollte. Am 4. August 1914 lief sie zusammen mit dem Geschwaderflaggschiff HMS Vindictive aus Plymouth aus. Eines der ersten kontrollierten Schiffe war die aus Südamerika kommende Tubantia des Koninklijke Hollandsche Lloyd, die von der Highflyer kurz nach dem Auslaufen aus Vigo gestoppt und nach Plymouth geleitet wurde, da sie eine Getreideladung für Deutschland, 150 deutsche Reservisten und £500.000 in Gold, zu einem Teil für die German Bank of London, an Bord hatte.

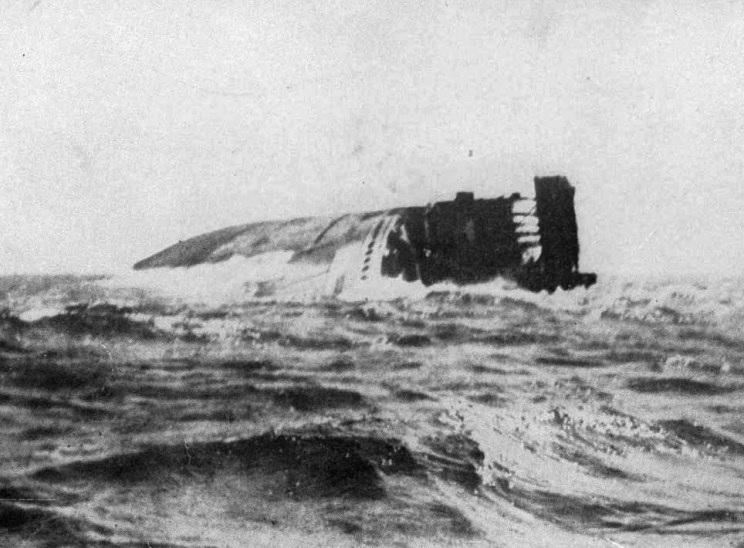
Wrack der Kaiser Wilhelm der Große vor der afrikanischen Küste

Die Highflyer lief dann zurück zur Station und wurde dort an Konteradmiral Stoddarts 5. Kreuzergeschwader bei den Kap Verden abgegeben, um sich an der Suche nach deutschen Hilfskreuzern zu beteiligen. Auf die Meldung, die Kaiser Wilhelm der Große läge vor Rio de Oro an der Saharaküste, lief sie dorthin und entdeckte den Hilfskreuzer bei der Kohlenübernahme von drei Hilfsschiffen. Die Highflyer forderte den Hilfskreuzer zur Kapitulation auf. Der Kommandant der Kaiser Wilhelm der Große berief sich auf den Schutz der neutralen Gewässer. Die Briten erkannten sie nicht an, da der Hilfskreuzer sich in ihnen zu lange aufhielte – er war dort seit dem 17. August – und sich in ihnen versorgte. Von 15:10 Uhr bis 16:45 Uhr kam es zu einem Gefecht; nach Verbrauch der Munition und Wassereinbruch im Vorschiff verließ die restliche Besatzung der Kaiser Wilhelm der Große ihr Schiff und öffnete die Bodenventile. An Bord der Highflyer gab es einen Toten und sechs Verwundete während des Gefechts, auf dem Hilfskreuzer zwei Verwundete. Die Highflyer lief wegen eines Treffers im Hauptdampfrohr zur Reparatur nach Gibraltar. Die Hilfsschiffe des deutschen Hilfskreuzers entkamen während des Gefechts nach Las Palmas de Gran Canaria. Am 4. Oktober 1914 war sie vor Santa Cruz de La Palma.
Am 15. Oktober wurde die Highflyer kurzzeitig Flaggschiff der ‚Cape Verde station‘, als Admiral Stoddard nach Pernambuco befohlen wurde. Ende des Monats lief die Highflyer als Sicherung der Transporter, die Truppen aus Kapstadt nach Europa transportierten, nach Großbritannien. Sie kehrte wieder auf die Station an der afrikanischen Atlantikküste zurück, um sich an der Suche nach dem Kreuzer Karlsruhe zu beteiligen. Nach dem Seegefecht bei Coronel kam sie wieder unter das Kommando von Admiral de Robeck, der vor der Westafrikanischen Küste ein Geschwader gegen einen möglichen Durchbruch des deutschen Kreuzergeschwaders und Admiral Graf Spee zusammenzog. Zu diesem Geschwader gehörten die Warrior, Black Prince, Donegal und Highflyer, die sich am 12. November vor Sierra Leone versammelten.
Nach der Seeschlacht bei den Falklandinseln löste sich das Geschwader wieder auf und die Highflyer wurde zur Suche nach dem Hilfskreuzer SMS Kronprinz Wilhelm abgestellt, den sie im Januar 1915 fast überrascht hätte. Bis 1917 blieb der Kreuzer auf der ‚West Africa station‘ im Bereich der Kap Verden, ehe er zur North America and West Indies Squadron verlegte. Inzwischen hatte der uneingeschränkte U-Boot-Krieg begonnen und die Royal Navy entschied sich für die Einführung eines Geleitzugsystems auf dem Nordatlantik. Ab dem 10. Juli 1917 gehörte die Highflyer zur Sicherung des ersten Geleitzuges HS 1 von Kanada nach Großbritannien. Am 6. Dezember 1917 befand sie sich in Halifax bei der Halifax-Explosion und unterstützte die Rettungsarbeiten.
1918 verlegte die Highflyer nochmals auf ihre erste Auslandsstation zur East Indies Station in Bombay, wo sie als Flaggschiff und letzter Kreuzer der Royal Navy aus der Viktorianischen Zeit bis 1921 in Dienst blieb. Die Admiralität begründete den Einsatz des total veralteten Kreuzers mit seiner besonderen Eignung als Flaggschiff. Dort wurde sie auch am 10. Juni 1921 zum Abbruch verkauft.